# Bavans
Ne doit pas être confondu avec Bavent.
Bavans [bavɑ̃] est une commune française située dans le département du Doubs, la région culturelle et historique de Franche-Comté et la région administrative Bourgogne-Franche-Comté.
Ses habitants sont appelés les Bavanais.

## Géographie

### Description
Bavans est une petite ville de l'est de la France, située sur la rivière Doubs, et qui forme la partie sud-ouest avec la ville voisine de Voujeaucourt de la communauté d'agglomération Pays de Montbéliard Agglomération.
Bavans se situe à environ 9 kilomètres de Montbéliard, 30 kilomètres de Belfort et 70 kilomètres de Besançon.

## Toponymie
Bavans dès 1139 puis en 1293, 1336, 1424, avec des variations comme : Bavens en 1147 ; Bauvens en 1150, 1162 ; Bevens en 1303 ; Bevans en 1375 ; Bewant en 1446 ; Bavan en 1480 ; Banvans en 1559.

### Climat
Pour des articles plus généraux, voir Climat de la Bourgogne-Franche-Comté et Climat du Doubs.
En 2010, le climat de la commune est de type climat de montagne, selon une étude du Centre national de la recherche scientifique s'appuyant sur une série de données couvrant la période 1971-2000. En 2020, Météo-France publie une typologie des climats de la France métropolitaine dans laquelle la commune est exposée à un climat semi-continental et est dans la région climatique  Jura, caractérisée par une forte pluviométrie en toutes saisons (1 000 à 1 500 mm/an), des hivers rigoureux et un ensoleillement médiocre. 
Pour la période 1971-2000, la température annuelle moyenne est de 10,1 °C, avec une amplitude thermique annuelle de 17,5 °C. Le cumul annuel moyen de précipitations est de 1 273 mm, avec 13,4 jours de précipitations en janvier et 10,2 jours en juillet. Pour la période 1991-2020, la température moyenne annuelle observée sur la station météorologique de Météo-France la plus proche, « Medière », sur la commune de Médière à 10 km à vol d'oiseau, est de 11,5 °C et le cumul annuel moyen de précipitations est de 1 105,2 mm. 
La température maximale relevée sur cette station est de 40,2 °C, atteinte le 24 juillet 2019 ; la température minimale est de −17 °C, atteinte le 5 février 2012,,. 
Les paramètres climatiques de la commune ont été estimés pour le milieu du siècle (2041-2070) selon différents scénarios d'émission de gaz à effet de serre à partir des nouvelles projections climatiques de référence DRIAS-2020. Ils sont consultables sur un site dédié publié par Météo-France en novembre 2022.

## Urbanisme

### Typologie
Au 1er janvier 2024, Bavans est catégorisée ceinture urbaine, selon la nouvelle grille communale de densité à 7 niveaux définie par l'Insee en 2022.
Elle appartient à l'unité urbaine de Montbéliard, une agglomération inter-départementale dont elle est une commune de la banlieue,. Par ailleurs la commune fait partie de l'aire d'attraction de Montbéliard, dont elle est une commune de la couronne,. Cette aire, qui regroupe 137 communes, est catégorisée dans les aires de 50 000 à moins de 200 000 habitants,.

### Occupation des sols
L'occupation des sols de la commune, telle qu'elle ressort de la base de données européenne d’occupation biophysique des sols Corine Land Cover (CLC), est marquée par l'importance des forêts et milieux semi-naturels (43,7 % en 2018), en augmentation par rapport à 1990 (42,8 %). La répartition détaillée en 2018 est la suivante : 
forêts (43,7 %), zones agricoles hétérogènes (25,6 %), zones urbanisées (20,8 %), eaux continentales (3,6 %), prairies (3,5 %), zones industrielles ou commerciales et réseaux de communication (2,8 %). L'évolution de l’occupation des sols de la commune et de ses infrastructures peut être observée sur les différentes représentations cartographiques du territoire : la carte de Cassini (XVIIIe siècle), la carte d'état-major (1820-1866) et les cartes ou photos aériennes de l'IGN pour la période actuelle (1950 à aujourd'hui).

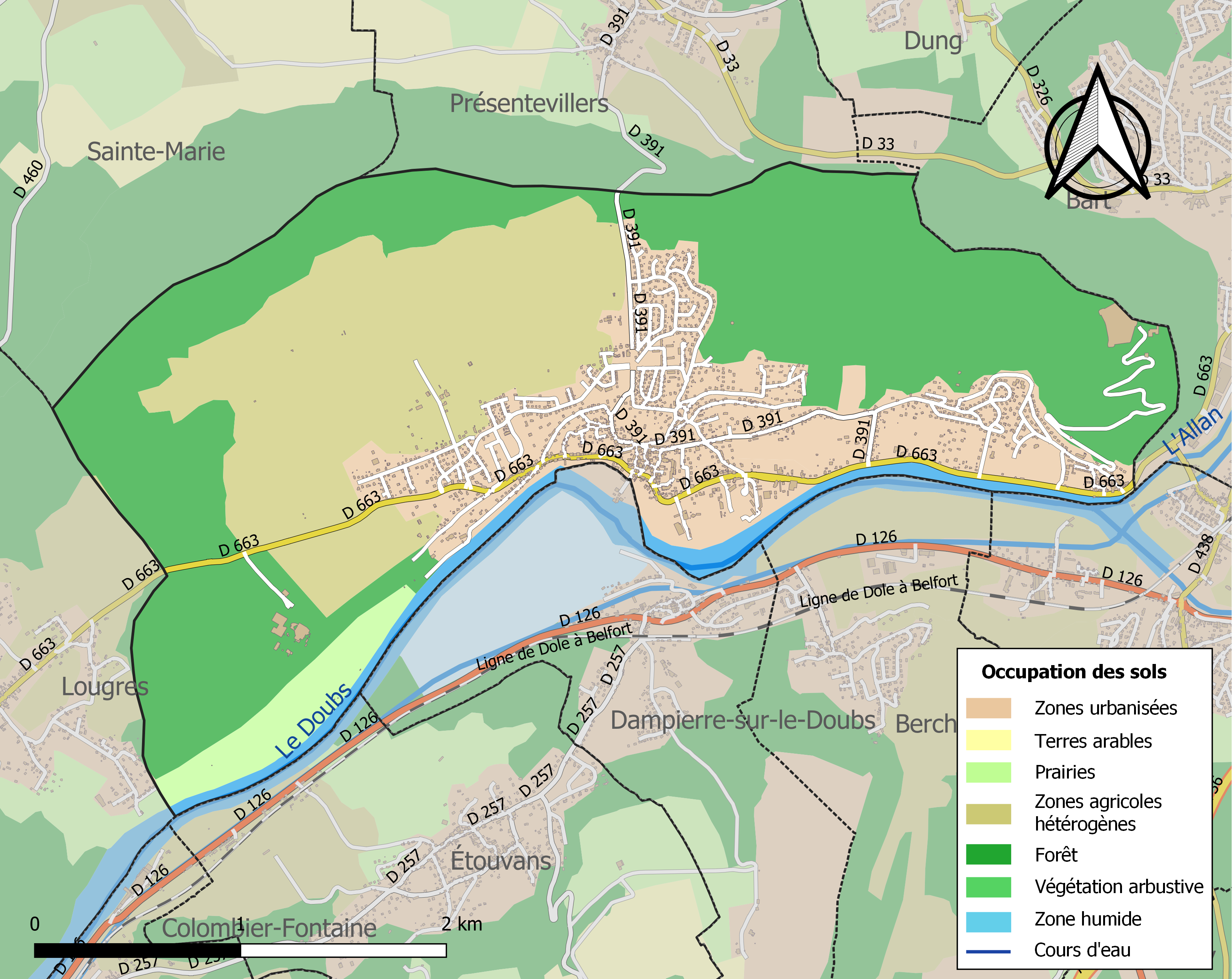
Carte des infrastructures et de l'occupation des sols de la commune en 2018 (CLC).

## Histoire
Il y a à environ 2 km du centre du village un abri sous roche néolithique où l'on a retrouvé au début des années 1980 une pointe de flèche. Deux nécropoles à mobilier datant de l'époque des Burgondes ont également été découvertes sur le territoire.
Le village est mentionné dans les années 1139 et 1140, à propos d'une donation signée par Thierry, comte de Montbéliard, au profit de l'abbaye de Lieu-Croissant.
La maison de Bavans est connue depuis le XIIe siècle. Conon de Bavans, le premier de cette famille rappelé dans les chartes, vivait en 1161. Un siècle après est cité le chevalier Otton, qui, outre le fief du château de Bavans, en possédait un second à Soie et à Saint-Jean d'Adam. Il tenait aussi la moitié de la mairie de Baume-les-Dames et la vendait au comte palatin de Bourgogne Hugues de Chalon en mars 1256. Sa descendance s'est perpétuée jusqu'à la fin du XVe siècle. Le dernier mâle, Horry de Bavans, écuyer, châtelain de Mandeure pour l'archevêque de Besançon, puis maire de Montbéliard, mourait vers 1481. Il avait épousé Girarde, fille de Moraux de Falletans, de Salins. Son écu était : d'azur à deux barbeaux adossés d'argent.
À partir de 1540, la Réforme est introduite et les mainmortables sont affranchis au cours du XVIe siècle.
Le village subit les guerres de la période moderne ainsi que le passage des troupes du duc de Guise pendant les années 1587 et 1588. Au cours de la guerre de Trente Ans, la population est décimée par la famine et la peste. Les colons suisses protestants relèvent le village de ses ruines.
Bavans est rattachée à la France en 1793, comme l'ensemble du comté de Montbéliard.
La commune n'a pas été touchée par l'industrialisation, mais les habitants y ont développé d'autres activités.
En 1943, Lucien Jeannet (dresseur, et habitant de Bavans depuis son enfance) crée le Cirque Gruss-Jeannet avec ses amis Alexis Gruss senior et André Gruss. Leur cirque devint l'un des plus importants cirques d'Europe et s'appela de différents noms, entre autres : Gruss-Jeannet (de 1943 à 1949), Radio Circus (de 1949 à 1955), Cirque-Zoo Jean Richard (de 1957 à 1958), Le Grand Cirque de France (de 1959 à 1966, avec le spectacle gigantesque BEN-HUR Vivant), Circorama Achille Zavatta (1967). Lucien Jeannet décéda en 1977 et il est enterré au cimetière de Bavans.

## Politique et administration

### Tendances politiques et résultats
Au premier tour des élections municipales de 2020 dans le Doubs, la liste PS  menée par Sophie Radreau  remporte la majorité absolue des suffrages exprimés, avec 756 voix (54,70 %, 21 conseillers municipaux élus dont 2 communautaires), battant celle DVD de la maire sortante, Agnès Traversier, qui obtient 626 voix (45,29 %, 6 conseillers municipaux élus), lors d'un scrutin marqué par la pandémie de Covid-19 en France où 47,58 % des électeurs se sont abstenus.

### Liste des maires
| Période                                  | Période                       | Identité         | Étiquette | Qualité |
| ---------------------------------------- | ----------------------------- | ---------------- | --------- | --- |
| Les données manquantes sont à compléter. |                               |                  |           | |
| 1900                                     | 1925                          | Edgar Japy       |           | Directeur de l'usine de la Roche, à Bart, il se fit construire le « château » du Lorday à partir de 1910.                                                   |
| 1925                                     | 1983                          | Ernest Lelache,  | DVG       | Conseiller général de Montbéliard(1945 → 1973) Conseiller général de Montbéliard-Ouest(1973 → 1979) Conseiller d'arrondissement de Montbéliard (1928 →1940) |
| 1983                                     | 1995                          | Bernard Pagnot   |           | |
| 1995                                     | 2008                          | Yves Richard     | DVD       | |
| mars 2008                                | novembre 2008                 | Gérard Audouze   | DVG       | Vice président de la CA du Pays de Montbéliard Décédé en fonction                                                                                           |
| 2008                                     | août 2010,                    | Claire Radreau   | DVG       | Vice présidente de la CA du Pays de Montbéliard Décédée en fonction                                                                                         |
| 2010                                     | avril 2014                    | Pierre Kneppert  | PS        | |
| avril 2014                               | mai 2020                      | Agnès Traversier | DVD       | Vice-présidente de Pays de Montbéliard Agglomération (2014 → 2020)                                                                                          |
| mai 2020,                                | En cours (au 11 juillet 2020) | Sophie Radreau   | PS        | Pharmacienne Vice-présidente de Pays de Montbéliard Agglomération (2020 → )                                                                                 |

## Population et société

### Démographie
L'évolution du nombre d'habitants est connue à travers les recensements de la population effectués dans la commune depuis 1793. Pour les communes de moins de 10 000 habitants, une enquête de recensement portant sur toute la population est réalisée tous les cinq ans, les populations de référence des années intermédiaires étant quant à elles estimées par interpolation ou extrapolation. Pour la commune, le premier recensement exhaustif entrant dans le cadre du nouveau dispositif a été réalisé en 2005.

En 2022, la commune comptait 3 566 habitants, en évolution de −2,59 % par rapport à 2016 (Doubs : +1,88 %, France hors Mayotte : +2,11 %).
| 1793 | 1800 | 1806 | 1821 | 1831 | 1836 | 1841 | 1846 | 1851 |
| ---- | ---- | ---- | ---- | ---- | ---- | ---- | ---- | ---- |
| 484  | 508  | 610  | 701  | 746  | 750  | 761  | 852  | 837  |

| 1856 | 1861 | 1866 | 1872 | 1876  | 1881  | 1886  | 1891  | 1896  |
| ---- | ---- | ---- | ---- | ----- | ----- | ----- | ----- | ----- |
| 800  | 840  | 870  | 845  | 1 102 | 1 175 | 1 063 | 1 034 | 1 107 |

| 1901 | 1906  | 1911  | 1921 | 1926  | 1931  | 1936  | 1946  | 1954  |
| ---- | ----- | ----- | ---- | ----- | ----- | ----- | ----- | ----- |
| 989  | 1 092 | 1 163 | 977  | 1 061 | 1 081 | 1 029 | 1 050 | 1 203 |

| 1962  | 1968  | 1975  | 1982  | 1990  | 1999  | 2005  | 2006  | 2010  |
| ----- | ----- | ----- | ----- | ----- | ----- | ----- | ----- | ----- |
| 1 914 | 2 594 | 3 754 | 4 148 | 4 144 | 3 917 | 3 675 | 3 620 | 3 573 |

| 2015  | 2020  | 2022  | - | - | - | - | - | - |
| ----- | ----- | ----- | - | - | - | - | - | - |
| 3 683 | 3 604 | 3 566 | - | - | - | - | - | - |

### Santé
L'hôpital le plus proche est l'hôpital Nord Franche-Comté situé à Trévenans, dans le sud du Territoire de Belfort (département voisin),.

## Culture locale et patrimoine

### Lieux et monuments
- Le fort du Mont Bart.
- L'église luthérienne, construite au XVIIIe siècle et restaurée en 1920.
- Lavoir.
- Fontaine.
- Chapelle Saint-Bruno.

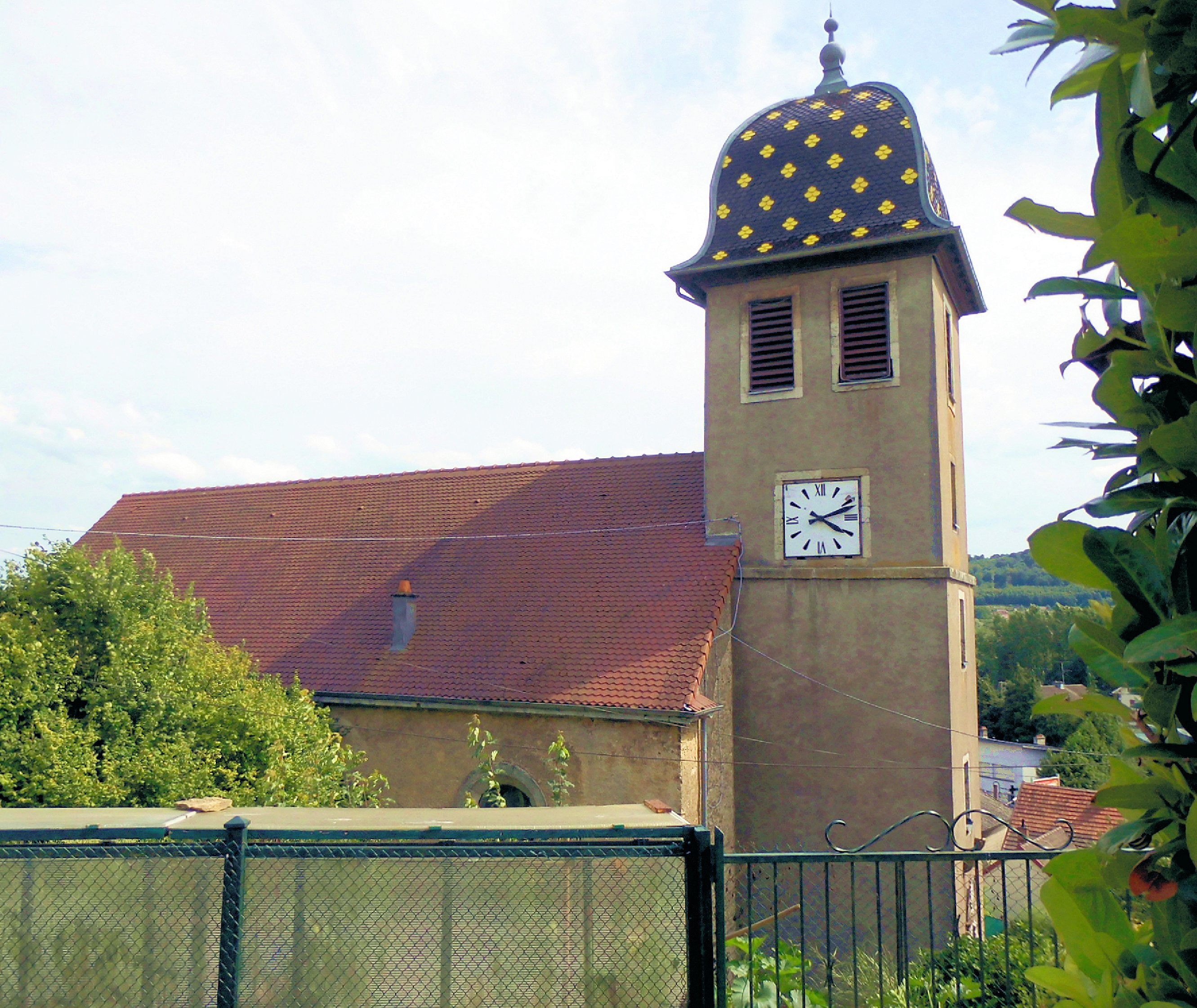
L'église luthérienne.
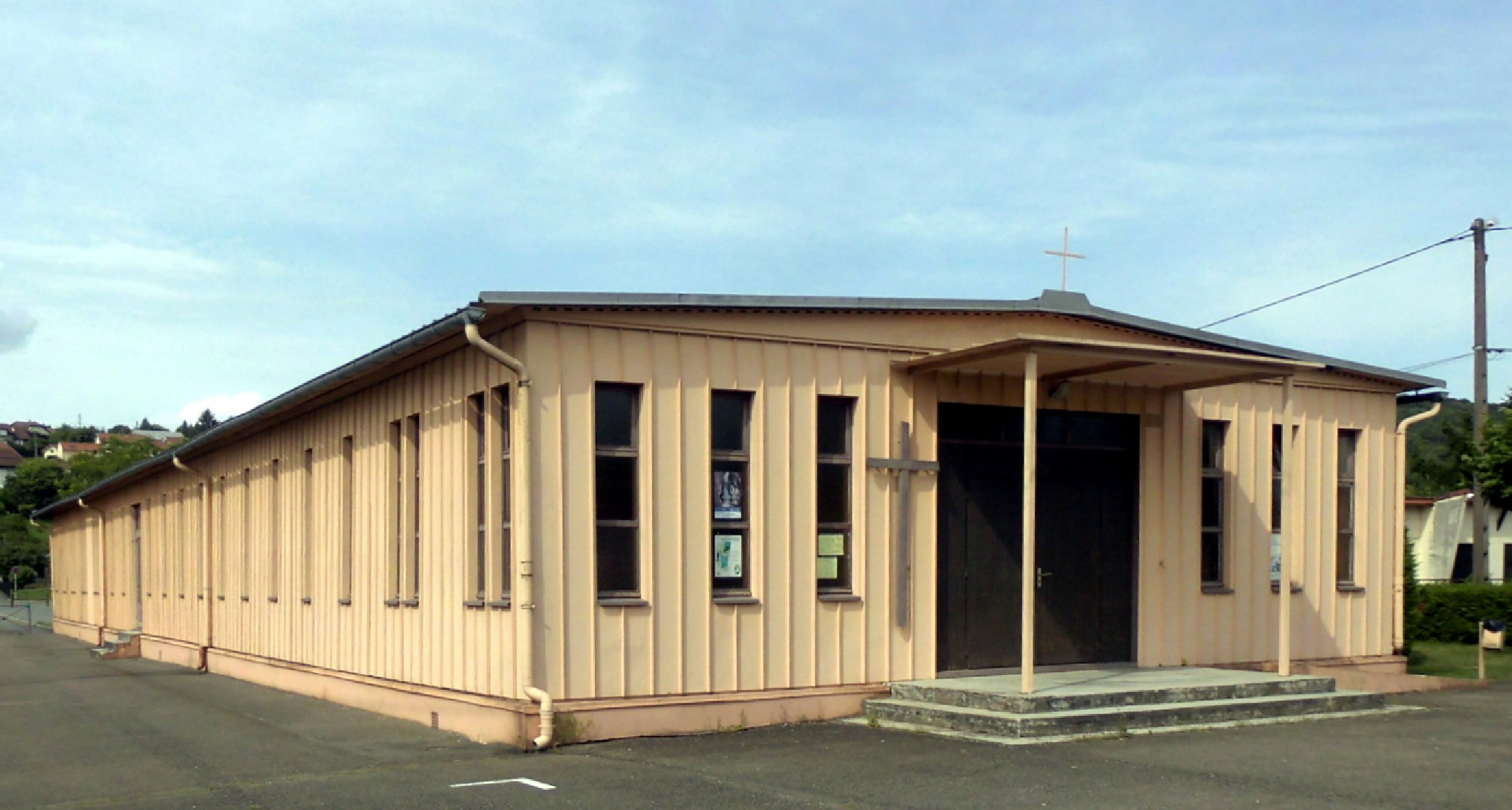
La chapelle Saint-Bruno.

### Personnalités liées à la commune
- Lucien Jeannet (né à Montbéliard en 1902 et enterré à Bavans en 1977). Associé à ses deux amis Alexis Grüss senior et André Grüss, il fut directeur-propriétaire de l'un des plus fameux cirques Européens. Ce cirque porta différents noms, entre autres : Gruss-Jeannet, Radio Circus, Cirque-Zoo Jean Richard, Le Grand Cirque de France.
- Weber Rehde. D'origine danoise, il fut le fondateur de la Société Rehdéko et des enceintes acoustiques du même nom. Son laboratoire de recherche était situé à Bavans[réf. nécessaire].

### Héraldique
| Blason de Bavans | Blason  | D'azur à deux bars adossés surmontés d'une fleur de lys et entourés d'une filière, le tout d'argent. |
| Blason de Bavans | Détails | Le statut officiel du blason reste à déterminer.                                                     |
| Blason de Bavans | Alias   | D’azur aux deux bars adossés d’or.                                                                   |